# Shara Nova
Shara Nova (* 22. April 1974 in Michigan) ist eine Multiinstrumentalistin sowie Sängerin und Songwriterin des Projekts My Brightest Diamond.

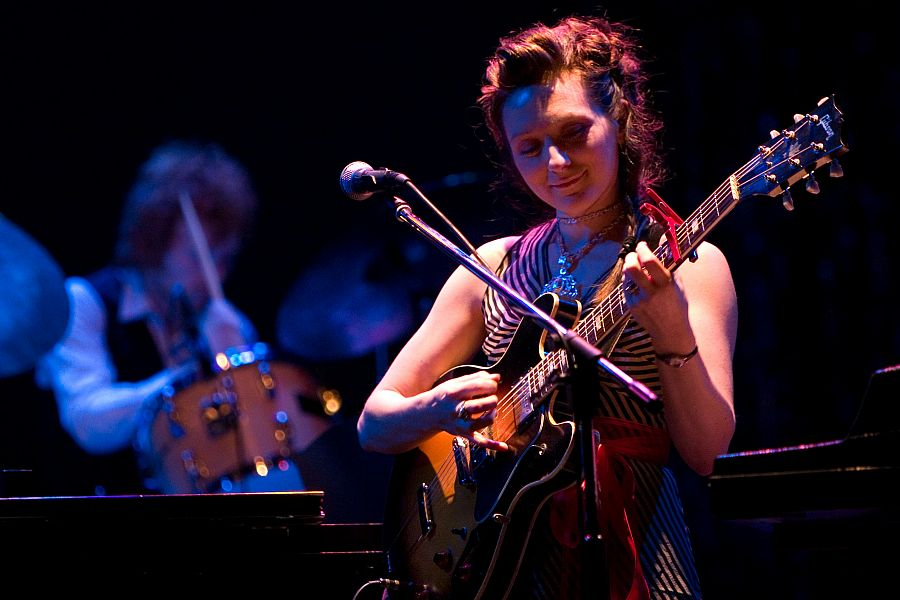
Shara Nova (damals als Shara Worden) im Pabst Theater in Milwaukee 2006

## Werdegang
Nova wuchs in Ypsilanti (Michigan) in einem musikalischen Haus auf – ihr Vater war Sieger bei der landesweiten Akkordeon-Meisterschaft und ihre Mutter Organistin in der Kirche, so dass sie mit Gospel, Jazz und Klassik groß wurde und im Kirchenchor mitsang. Sie schloss den Besuch der University of North Texas als Bachelor of Music ab und setzte ihr Studium in New York City fort. Im März 2016 ließ sie nach der Scheidung von ihrem Ehemann ihren Nachnamen von Worden zu Nova ändern.

## My Brightest Diamond
Während ihres Aufenthalts in New York City begann Nova mit dem Schreiben eigener Lieder, die ihre Wurzeln sowohl in ihrer klassischen Ausbildung als auch im Avant-Rock hatten, den sie damals entdeckte. Inspiriert wurde sie von Antony and the Johnsons und Nina Nastasia.
Ihr erstes Album namens Word veröffentlichte sie 1998 (noch unter dem Namen „Shara“) während ihres Studiums an der University of North Texas. Nach ihrem Abschluss als Bachelor of Music in klassischem Gesang zog sie nach Moskau, wo sie mehrere neu geschriebene Lieder auf CD veröffentlichte und selbst als EP namens Session I gestaltete und herausgab. 1999 zog sie nach Brooklyn und trat unter dem Namen „AwRY“ zusammen mit Musikern auf, deren Instrumente von Weingläsern bis zum Windspiel alles Mögliche umfassten. Nach ihrer Zusammenarbeit mit ihrem Kommilitonen, dem australischen Komponisten Padma Newsome, kam noch ein Streichquartett hinzu. 2001 veröffentlichte sie das Album Quiet B-Sides (auch The Orange Album genannt), auf dem größtenteils Lieder des Albums Word neu eingespielt und überarbeitet waren, gefolgt von einem Remix-Album 2003. Nach der Tour mit Sufjan Stevens gab Nova ihrem Projekt den Namen My Brightest Diamond und arbeitete an den beiden Alben A Thousand Shark's Teeth (mit Streichquartett) und Bring Me the Workhorse (eher an Rock ausgerichtet). Es folgten Tourneen zusammen mit Sufjan Stevens (2006) und The Decemberists (2007). Im Oktober 2011 erschien das Album All Things Will Unwind.

## Mitwirkung an anderen Projekten
2003 spielte Nova bei zwei Liedern des Albums Recession Special des Bogs Visionary Orchestra Xylophon und Keyboard und sang die Background Vocals. 2006 wurde sie für die PLUG Independent Music Awards als Künstlerin des Jahres nominiert; im selben Jahr wirkte sie als Gast am Album Servants in Heaven, Kings in Hell der Band Jedi Mind Tricks mit und 2010 beim Album Season of the Assassin von Vinnie Paz. Als Gastsängerin wirkte sie 2009 auch beim Album The Hazards of Love der Band The Decemberists, bei den Alben Illinoise und The Age of Adz von Sufjan Stevens und 2010 beim Album Here Lies Love von David Byrne und Fatboy Slim mit. Nova war im selben Jahr außerdem als Solistin am Liedzyklus Penelope von Sarah Kirkland Snider beteiligt. Zudem wirkte sie an David Langs Album Death Speaks (2013) und live als Sängerin mit.

## Diskografie

### Alben
- Bring Me the Workhorse (2006)
- Tear It Down (Remixalbum, 2007)
- A Thousand Shark's Teeth (2008)
- All Things Will Unwind (2011)

- This is my Hand (2014)

- A Million and One (2018)

### Singles
- Inside a Boy
- From the Top of the World
- "Dum Dum Girl" (with Recoil – auf dem Album "Spirit of Talk Talk")

### Kompilationen
- Lucky auf OKX: A Tribute to OK Computer (2007)
- Tainted Love auf Guilt by Association Vol. 2 (2008)
- Feeling Good auf Dark Was the Night (2009)